# محمد لاشاف
محمد لاشاف (انگلیسی: Mohammed Lashaf؛ زادهٔ ۷ اکتبر ۱۹۶۷) بازیکن فوتبال اهل مراکش بود.
از باشگاه‌هایی که در آن بازی کرده‌است می‌توان به باشگاه فوتبال استاندارد لیژ اشاره کرد.
وی همچنین در تیم ملی فوتبال مراکش بازی کرده‌است.